# Saccharum fallax
Saccharum fallax är en gräsart som beskrevs av Benedict Balansa. Saccharum fallax ingår i släktet Saccharum och familjen gräs. Inga underarter finns listade i Catalogue of Life.